# Robert Hein
Robert Hein (* 21. November 1895 in Rottenschachen, Niederösterreich; † 8. Dezember 1981 in Wien) war ein österreichischer Politiker (SDAP) und Lehrer. Hein war von 1932 bis 1934 Abgeordneter zum Landtag von Niederösterreich.
Hein besuchte nach der Volks- und Bürgerschule die Lehrerbildungsanstalt und trat 1914 in den Schuldienst ein. Er arbeitete als Fachlehrer in Klosterneuburg. Zwischen 1927 und 1934 war Hein als Lehrervertreter beim Landesschulrat aktiv, zudem vertrat er die Sozialdemokratische Arbeiterpartei zwischen dem 21. Mai 1932 und dem 16. Februar 1934. In der Folge des Österreichischen Bürgerkrieges und des Verbots der SDAP wurde Hein 1934 verhaftet und Ende Juli zwangspensioniert. Nachdem Hein 1944 erneut verhaftet worden war, wurde er 1945 wieder in den Schuldienst aufgenommen und erhielt 1946 den Titel „Hauptschuldirektor“ verliehen. 1963 erhielt er zudem den Berufstitel Professor.
Robert Hein war von 1929 bis zu seiner Deckung 1934 Mitglied der Freimaurerloge Freiheit und nach 1945 als Besuchender bei der Sammelloge Humanitas renata zugelassen.